# Ostffy család

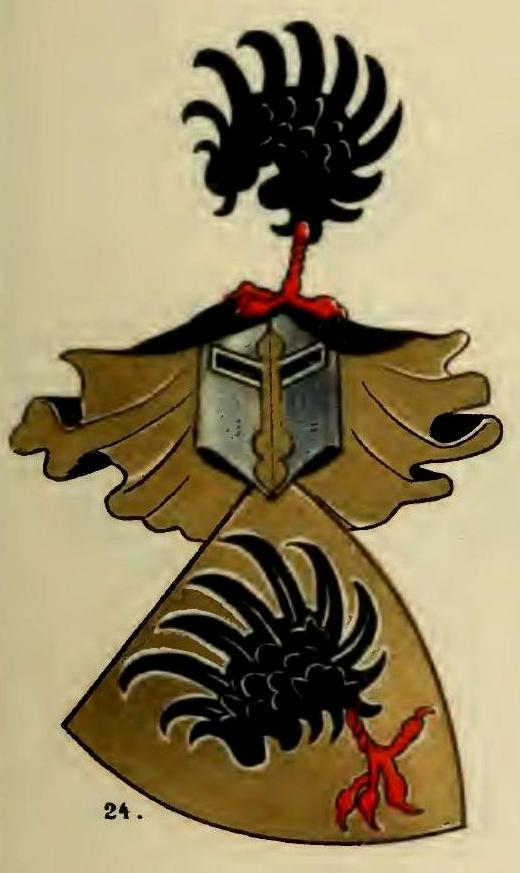
Az Osl nemzetség címere

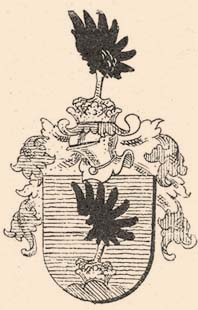
Az Ostffy család címerképe

Az Ostffy család (asszonyfalvi) Vas vármegye egyik legrégibb ősi törzsökös nemes családja, mely eredetét a történelmileg ismeretes Osl vagy Osth nemzetségből veszi; és a Kanizsai és  Viczai grófi családokkal közös törzsből szakadó vérséget képez.

## Története
Az Osl nemzetség 13. és 14. századi viszonyait tárgyazó számtalan oklevél közül sok még feldolgozatlan, ismert például a Fejér Codex Diplomaticus gyűjteménye. A mára kihalt Kanizsai családon kívül a 19. században is virágzó Ostfyy család nemzékrendje is csak a 18. század közepén élő nemzedékig terjed.
Az Osl nemzetség tagjaira vonatkozó okmányok szerint a következők tudhatók a családról:
Az Osl nemzetség tagjai közül 1276-ban Comes Belud, az e nemből való Beludnak fia IV. Béla és V. István királyok alatt több  hadjáratban szerzett érdemeiért IV. László királytól nyerte adományként a Vas vármegyében fekvő Kechul, talán Kethul = Kéthely nevű földet, azonban 1277-ben e földet, mely Sopron várához tartozott, vissza cserélte Beludtól, helyette ugyanannak a várnak a tartozékaiból Loós, Lobló és Tord nevű földeket kapta.
1270 körül az Osl nemből származó Comes Hebordus, 1291-ben pedig ugyancsak e nemzetségből Gergely, alramsi (?) comes), Péternek fia volt említve, majd 1278-ban az Osl nemzetségből való Diénes, Péter fia is említve volt, aki részt vett az Ottokár cseh király elleni hadjáratban, és a lováról leesett Máté nádort ő segítette föl.
A 13. század végén az Osl nemzetség leghíresebb tagjai voltak: Osl János (Iván) és Imre; akik 1278-tól 1305-ig IV. László és III. András király alatt horvátországi bánságot viseltek, 1289-ben Péter a föllebb említett János és Imre (v. Henrik) testvére, aki veszprémi püspök volt. Miklós szintén azok testvére, aki Sümeg várát foglalta el maga részére, és birtokolta 1296-ig, ekkor tőle III. András magyar király részére visszafoglalták.
1437-ből ismert volt még László soproni főispán Ferencznek fia is, aki asszonyfalvi Osth fia volt, és Demeter fia Benedek, valamint 1458-ból asszonyfalvi Ostffy Ferenc is, kiket birtokperekkel kapcsolatban említettek.
Egy 1459. évi oklevél szerint pedig Ostffy László és gyermekei: Ferenc, Miklós, István és László voltak említve.
1491-ben Ostffy Miklós leleszi prépost volt, ki 1484-ben ellentmond Bálint váradi püspöknek, ki a premontreik helyébe a cisterczi rendet behozni szándékozott.
1539-ben Ostffy László paghi Károli Pállal volt I. Ferdinánd magyar király követségi biztosa Szapolyai embereinél Esztergomban.
Ostffy László fia, Ostffy Ferenc (fl. 1485–1520) földbirtokost 1506. június 24-én II. Ulászló magyar király Sopron vármegye főispánjává nevezte ki. Ostffy Ferenc soproni főispán az alsólendvai Bánffy családból való alsólendvai Bánffy Petronella kisasszonyt vette feleségül akinek a szülei alsólendvai Bánffy Miklós (fl. 1453–1501) ajtónállómester és a Piast-házból való herceg Sagani Margit voltak. Sagani Margit hercegnő szülei pedig II. János sagani herceg (1435–1504) és herceg Katalin von Troppau voltak. Ostffy Ferenc soproni főispán és alsólendvai Bánffy Petronella frigyéből született: Ostffy Domokos, földbirtokos, aki szántói és széplaki Botka Veronikát bírta nőül, Ostffy János, Vas vármegye alispánja, illetve Ostffy Bálint, akinek a neje mérgesi Poky Erzsébet volt. 
Ostffy Domokos és Botka Veronika frigyéből született Ostffy Anna, akinek a férje zicsi Zichy György (fl. 1548–1604), Moson és Vas vármegye alispánja, földbirtokos. Domokosnak fia volt Ostffy Mihály (fl. 1588–1604), veszprémi főispán. Ostffy Mihály főispán kétszer is nősült, Rávonyi Orsolya volt az első és Rajky Anna (György leánya, László nővére) a második felesége. Az utóbbit 1595. már mint özvegy említik. Ostffy Mihály idejében 1582. az Ostffyak Högyészen és Mindszenten 40 porta után fizettek adót. Ostffy Mihály főispán és Rajky Anna házasságából származott fia, Ostffy Tamás, Vas vármegye alispánja, földbirtokos.
A család 18. században élő nemzedékéből Ostffy Sándor 1845-ben Vas vármegye szolgabírája volt.

## Nevezetesebb családtagok
- Ostffy Ferenc (fl. 1485–1520), Sopron vármegye főispánja, földbirtokos
- Ostffy István (1830–1910) 1848-as honvédtiszt, politikus, országgyűlési képviselő
- Ostffy Lajos (1876–1944) Vas vármegye főispánja, politikus, országgyűlési képviselő
- Ostffy Pál (1821–1890) Sopron vármegye alispánja, királyi kúriai bíró
- Ostffy Róza (1848–1932) a Sárvári Jótékony Nőegylet elnöknője, több jótékonysági intézmény létrehozója, illetve folyamatos támogatója
- Ostffy Sándor (1814–1857) Vas vármegye táblabírája, 1848-as nemzetőr